# Peristylus banfieldii
Peristylus banfieldii là một loài thực vật có hoa trong họ Lan. Loài này được (F.M.Bailey) Lavarack mô tả khoa học đầu tiên năm 1981.